# خيتون
الخيتون أو الرخويات الحبلية (بالإنجليزية: Chiton)‏ هي رخويات بحرية ذات أحجام مختلفة من طائفة عديدة الأصداف (بالإنجليزية: Polyplacophora)‏، تم التعرف على حوالي 940 نوعاً موجوداً، و 430 نوعاً أحفورياً.
تحتوي الخيتونات على صدفة مكونة من ثماني صفائح أو مغاليق منفصلة. تتداخل هذه الصفائح قليلاً عند الحافّتين الأمامية والخلفية، ومع ذلك فهي متمفصلة مع بعضها البعض. لهذا السبب، توفر الصدفة الحماية، وفي نفس الوقت تسمح للخيتون بالانثناء للأعلى عند الحاجة للحركة على الأسطح غير المستوية، كما تسمح للحيوان بالالتفاف على شكل كرة عند ابتعاده عن الصخور. صفائح الصدفة محاطة بتنورة تعرف باسم الزنّار.

## الشكل
المنطقة الرأسية غير واضحة، ويقع الفم في مقدمة الجسم من الجهة البطنية، اما فتحة الشرج فتقع في المؤخرة. يمتلك قدماً عضلية عريضة تساعد في تثبيته بقوة على الصخور، وتساعد على الحركة. يستخدم الطاحنة في كشط الطحالب عن الصخور وابتلاعها، كما يتغذى على الدياتومات. ليس له عيون أو قرون استشعار.